# 鄭洛成
鄭洛成（？—1970年7月21日）是田徑運動員，主攻中長距離賽跑項目，男子800公尺、1500公尺、4×400公尺接力前全國紀錄保持者。從軍後隨部隊來台，接受于希渭的指導，剛開始主攻5000、10000公尺等長距離項目，後轉而將800公尺、1500公尺設定為主項，數度打破全國紀錄。其中1958年亞洲運動會上獲得男子800公尺第四名、1500公尺第五名，並與蔡成福、陳慧坤、陳英郎合作奪下4×400公尺接力銀牌，三項比賽都創下全國紀錄。後受病痛困擾而逐漸淡出賽場，退役後曾擔任1964年夏季奧林匹克運動會火炬接力台北站的火炬手，最終罹患胃癌病逝。